# هنري لارسن
هنري لارسن (بالإنجليزية: Henry Louis Larsen)‏ (و. 1890 – 1962 م) هو ضابط، ولغوي، ومترجم، من الولايات المتحدة الأمريكية، ولد في شيكاغو، توفي في دنفر، كولورادو، عن عمر يناهز 72 عاماً، بسبب نوبة قلبية.

## مناصب
تولى منصب حاكم غوام، وحاكم ساموا الأمريكية ‏.

## التعليم
تعلم في Army and Navy Academy ‏.

## الخدمة العسكرية
خدم في قوات مشاة بحرية الولايات المتحدة.

## جوائز
حصل على جوائز منها:
- ميدالية النجمة البرونزية
- ستار سيلفر
- وسام الاستحقاق
- وسام جوقة الشرف
- وسام الاستحقاق الأمريكي برتبة فيلق
- صليب البحرية.